# Stasys Kružinauskas
Stasys Kružinauskas (* 12. Februar 1957 in Eitkūnai, Kaliningrad) ist ein litauischer Politiker.

## Leben
Von 1964 bis 1965 lernte er in Pobedinskas und von 1966 bis 1972 in Kybartai. Von 1973 bis 1976 absolvierte er das  Technikum der Landwirtschaft in Kaunas als Topograf.
Von  1976 bis 1978 arbeitete er in Vilnius, von 1978 bis 1984 in Vilkaviškis, von 1991 bis 2000 war er Leiter der UAB „STOP“, von 1996 bis 2000 Gehilfe von Algirdas Butkevičius. Von 1997 bis 2003 war er Mitglied im Rat der Rajongemeinde Vilkaviškis. Von 2000 bis 2004 war er Mitglied im Seimas. Seit 2005 arbeitet er bei UAB „Stenvila“ und UAB „Stop“.
Seit 1990 ist er Mitglied der Lietuvos socialdemokratų partija.